# Pomnik Braterstwa Broni w Warszawie

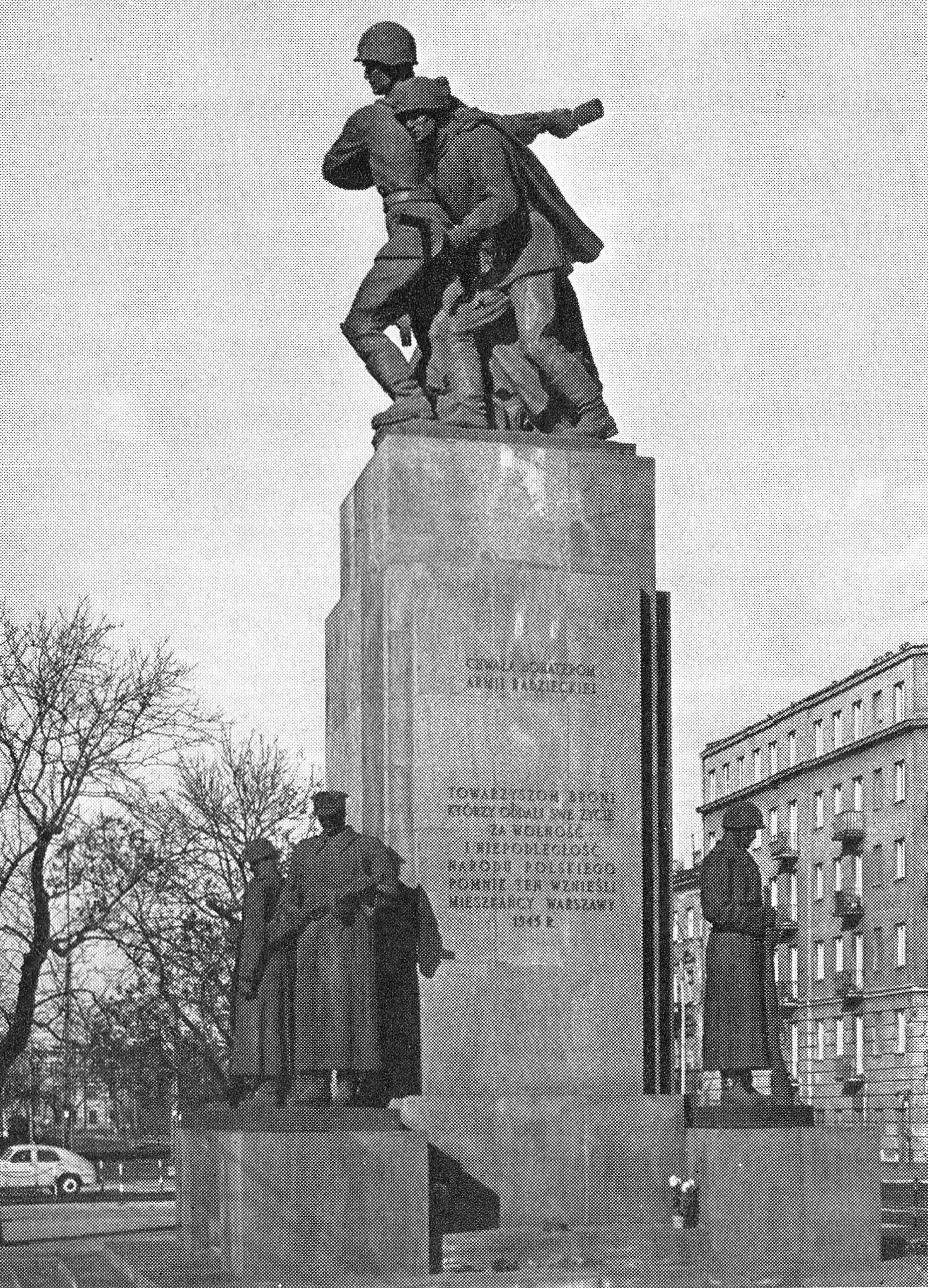
Monument w latach 70. XX wieku

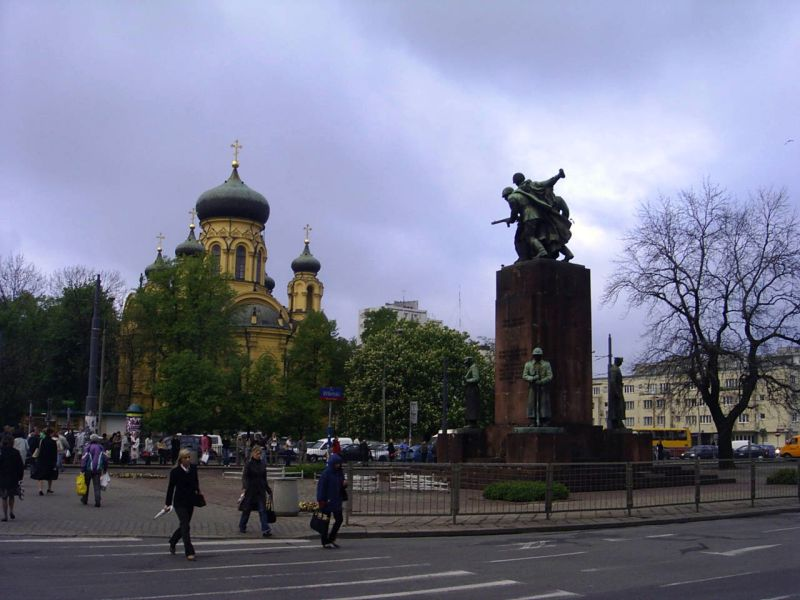
Widok ogólny pomnika, w tle Sobór Metropolitalny Świętej Równej Apostołom Marii Magdaleny (2006)

Pomnik Braterstwa Broni – monument, który w latach 1945–2011 znajdował się na placu Wileńskim na warszawskiej Pradze-Północ, w pobliżu skrzyżowania al. „Solidarności” i ul. Targowej. W listopadzie 2011 pomnik został zdemontowany w związku z budową stacji metra Dworzec Wileński, a rzeźby i okładziny cokołu poddano konserwacji. Zgodnie z decyzją Rady m.st. Warszawy z lutego 2015 pomnik nie został ponownie ustawiony na placu Wileńskim.
Monument upamiętniał walki żołnierzy polskich i radzieckich, a także był wyrazem hołdu dla ok. 600 tys. żołnierzy Armii Czerwonej, którzy zginęli na ziemiach polskich podczas II wojny światowej.
W niektórych źródłach i publikacjach wydanych w latach 40. monument był nazywany pomnikiem Wdzięczności lub pomnikiem Wyzwolenia. W późniejszych publikacjach stosowano już obecną nazwę. Z kolei przez mieszkańców stolicy był żartobliwie nazywany m.in. pomnikiem „czterech śpiących”.
Monument był pierwszym pomnikiem wzniesionym w Warszawie po zakończeniu wojny.

## Historia
Pomnik Braterstwa Broni był pracą zbiorową, jego twórcami są artyści polscy i rosyjscy. Koncepcję pomnika opracował rzeźbiarz, major Armii Czerwonej A. Nenko, jednak niektóre źródła podają, że autorem pierwotnego szkicu pomnika był A. Korolew lub Koralew, natomiast major Grigorij Nenko czuwał nad ideologiczną słusznością monumentu. Ze strony polskiej projekt zrealizowali architekci i rzeźbiarze związani z Biurem Odbudowy Stolicy: Stanisław Sikora, Stefan Momot, Józef Trenarowski, Józef Gazy, Bohdan Lachert i Jerzy Jarnuszkiewicz (według Jerzego Kasprzyckiego – S. Sikora, J. Trenarowski, J. Ślusarczyk, S. Momot i M. Kuriata).
Pomnik został odsłonięty 18 listopada 1945 w pobliżu gmachu Dyrekcji Kolei Państwowych, będącego wówczas tymczasową siedzibą m.in. prezydenta Warszawy, Krajowej Rady Narodowej (KRN) i Rządu Tymczasowego Rzeczypospolitej Polskiej. W uroczystości wzięli udział prezydent KRN Bolesław Bierut, premier Edward Osóbka-Morawski, naczelny dowódca Wojska Polskiego Michał Rola-Żymierski oraz attaché wojskowy Związku Radzieckiego gen. M. Masłow.
Początkowo rzeźby były gipsowanymi odlewami, pomalowanymi farbą imitującą brąz. Odsłonięcie pomnika w wersji z odlewami z brązu nastąpiło 27 sierpnia 1947 roku.
W 1966, w związku z przebudową skrzyżowania ul. Targowej z ówczesną al. Karola Świerczewskiego (obecnie al. „Solidarności”), pomnik przesunięto 8 metrów na wschód.

### Po roku 1989
W 1992 monument miał zostać zdemontowany jako relikt poprzedniego ustroju, ale został wybroniony przez rzeźbiarza Stefana Momota, który przyznał się wtedy do współautorstwa pomnika. Rzeźbiarz przedstawił wówczas relację, według której powstały monument jest zmienioną wersją wykonanego przez niego projektu pomnika Walki Obronnej Narodu Polskiego w II Wojnie Światowej. Poinformował także, że część zmian wprowadzono bez jego wiedzy i woli (np. pięcioramienne gwiazdy, granat w dłoni jednego z żołnierzy). Rok wcześniej wspomniał, że na jego projekcie zamiast gwiazd znajdowały się zarysy orzełków w koronie i zgłosił postulat pozwolenia mu na wprowadzenie poprawek. Opowiedział także o okolicznościach podjęcia decyzji o budowie pomnika. Z jego relacji wynika, że decyzję o zaangażowaniu go do pracy podjęto bez jego udziału. Próbował przy tym skomplikować całe przedsięwzięcie angażując do niego związanego z kręgami kościelnymi Józefa Trenarowskiego, a także zawyżając kosztorys.
W styczniu 2007 po raz kolejny pojawił się pomysł przeniesienia pomnika w inne miejsce i zbudowania na jego miejscu przystanku tramwajowego. Plany te potwierdzono w 2010 roku w związku z budową stacji II linii warszawskiego metra o nazwie Dworzec Wileński, którą zaplanowano wtedy w tym miejscu.
26 maja 2011 Rada m.st. Warszawy podjęła uchwałę nr XVI/300/2011 o przeniesieniu monumentu z dotychczasowej lokalizacji w centralnej części placu Wileńskiego na północną stronę placu za wylotem ul. Świętych Cyryla i Metodego, w związku ze zmianą układu przestrzennego placu Wileńskiego, wynikającą z budowy II linii metra. Wykonanie uchwały powierzono Prezydentowi m.st. Warszawy.
W nocy z 16 na 17 września 2011 dwóch młodych mężczyzn oblało cokół czerwoną farbą i wymalowało napis: Czerwona zaraza.
W listopadzie 2011 pomnik został zdemontowany, a rzeźby radzieckich i polskich żołnierzy oraz okładziny cokołu poddano konserwacji.
Planom powrotu „czterech śpiących” na Pragę sprzeciwiali się m.in. grupa mieszkańców oraz Instytut Pamięci Narodowej. 17 stycznia 2014 pracownicy IPN rozdawali przechodniom w okolicy placu Wileńskiego ulotki z przygotowanymi informacjami na temat pomnika, przekonując, iż monument stanowił symbol władzy Józefa Stalina nad Polską. 
W sondażach przeprowadzonych w listopadzie 2012 na zlecenie Urzędu m.st. Warszawy (tzw. Barometr Warszawski) oraz w listopadzie 2013 na zlecenie „Gazety Wyborczej” większość mieszkańców Warszawy opowiedziała się za ponownym ustawieniem pomnika na obecnym miejscu lub w jego pobliżu.
26 lutego 2015 Rada m.st. Warszawy uchyliła swoją uchwałę z 2011 przewidującą powrót pomnika na plac Wileński. Został umieszczony w jednym z miejskich magazynów. W 2018 monument został przekazany w depozyt Muzeum Historii Polski w Warszawie. Rzeźby żołnierzy zostaną umieszczone w części ekspozycji poświęconej PRL w nowej siedzibie muzeum w Cytadeli.

## Projekt i wymowa
Główna grupa rzeźbiarska przedstawia trzech żołnierzy radzieckich w akcji bojowej, zwróconych w kierunku zachodnim. Dwaj z nich asekurują znajdującego się pomiędzy nimi kolegę, wychylonego w głębokim zamachu do rzutu granatem. Z jej dynamiką skontrastowano statyczność rzeźb dolnej partii monumentu. Przedstawiają one czterech żołnierzy, dwóch polskich i dwóch radzieckich, ustawionych po przekątnej na czterech niskich cokołach narożnych. Cała czwórka, z pochylonymi głowami, pełni symboliczną, wieczną wartę.
Sposób przedstawienia rzeźb sprawił, że monument był żartobliwie nazywany przez mieszkańców stolicy pomnikiem „czterech śpiących”, „czterech smutnych”, a także „czterech śpiących – trzech walczących”.
Na zdemontowanym w 2011 cokole znajdowały się jednobrzmiące napisy w językach polskim (od strony południowej) i rosyjskim (od strony północnej) o treści:

Chwała bohaterom
Armii Radzieckiej
Towarzyszom broni,
którzy oddali swe życie
za wolność
i niepodległość
narodu polskiego,
pomnik ten wznieśli
mieszkańcy Warszawy
1945 r.

Rzeźby z brązu, którymi w sierpniu 1947 zastąpiono ich pierwotne gipsowe wersje, zostały wykonane w skali 1:1 w berlińskiej Akademii Sztuki, a następnie odlane w jednej z fabryk w Berlinie (według innych źródeł – w jednym z zakładów w radzieckiej strefie okupacyjnej), gdyż z powodu zniszczeń wojennych w tym czasie w Polsce nie było zakładu, który mógłby zrealizować tego rodzaju zlecenie.
Odlewy wykonane zostały z metali uzyskanych z przetopienia niemieckiej amunicji zdobytej w Berlinie. Brązowe figury przywieziono z Niemiec do Warszawy specjalnym pociągiem. Według Instytutu Pamięci Narodowej Polska pokryła koszty wykonania pomnika, które wyniosły 600 tysięcy dolarów (240 milionów złotych).
W porównaniu z pracą z 1945, wygląd grupy rzeźbiarskiej na cokole pomnika uległ w 1947 zmianie. Granat w rękach jednego z trzech żołnierzy zastąpiła pepesza, a skrajne rzeźby zamieniono miejscami. Skorygowano również pierwsze zdanie napisu (pierwotnie brzmiało ono: Chwała bohaterom Armii Czerwonej poległym w walkach o wyzwolenie Polski.).
Cokół z czerwonego trawertynu, przeznaczonego pierwotnie dla projektowanego przed wojną pomnika księdza Ignacego Skorupki, obłożono później czerwonym piaskowcem.
W latach 1960–1961 dokonano renowacji pomnika i jego przebudowy przez Zespoły Pracowni Plastycznych. Wymieniono wtedy czerwone okładziny na nowe, wykonane z jasnego piaskowca, i odnowiono rzeźby. Jednocześnie monument podwyższono, umieszczając go na czterech tarasowatych schodach.

## Inne informacje
- W Riazaniu w Rosji znajduje się monument o podobnej nazwie – pomnik Radziecko-Polskiego Braterstwa Broni.